# Shane Parker (zapaśnik)
Shane Parker (ur. 5 kwietnia 1988) – australijski zapaśnik walczący w stylu klasycznym. Zajął 22 miejsce na mistrzostwach świata w 2010. Czwarty na igrzyskach Wspólnoty Narodów w 2010. Brązowy medalista mistrzostw Wspólnoty Narodów w 2011. Sześciokrotny medalista mistrzostw Oceanii w latach 2007 - 2011 roku.
Pierwszy w historii zapaśnik aborygeńskiego pochodzenia, który wystąpił na igrzyskach Wspólnoty Narodów.